# Mohamed Al-Fayed
Mohamed Abdel Moneim Fayed (arabiska: مد الفايد), född 27 januari 1929 i Alexandria, Egypten, död 30 augusti 2023 i London, var en egyptisk affärsman och miljardär, huvudsakligen verksam i Storbritannien. Han skrev själv sitt namn Mohamed al-Fayed, där förledet al är ett arabiskt namnled som somliga (exempelvis tidskriften Private Eye) ansåg att han inte hade rätt till.
Fayed ägde många stora företag, till exempel varuhuset Harrods i Knightsbridge i London som han ägde från 1985 fram till 2010, då Fayed sålde varuhuset till Qatar Holding. Sedan 1997 ägde Fayed den engelska fotbollsklubben Fulham FC.
Han var fram till sin död gift med den finska före detta modellen Heini Wathén och hade fyra barn som fortfarande är i livet: Jasmine, Karim, Camilla och Omar. Ett femte barn, Dodi, omkom i en bilolycka i Paris 1997; samma olycka som tog prinsessan Dianas liv. Dodi Fayed och prinsessan Diana hade ett förhållande.